# 艾瓦茲級護航驅逐艦
艾瓦茲級護航驅逐艦(Evarts class destroyer escort)是第二次世界大戰期間美國建造的護航驅逐艦，專為船團護航以及反制敵軍潛艇用。本級艦也被稱做 GMT 型（General Motors Tandem簡寫）。
本級總計建造97艘，其中提供給英國32艘，另外65艘在美國海軍服役。戰後有提供部份給中華民國海軍，與其他輸入的各級護航驅逐艦合稱為太字號。

## 背景
1939年，美國發覺缺乏護航用艦艇，大部份生產的軍艦包含驅逐艦都不是為了艦隊使用設計的，造價昂貴生產性又不好。一次大戰的老船和平甲板驅逐艦的技術上也比較落伍了。船團護航需要的是成本低，容易大量生產，不需多餘武裝的第2線驅逐艦，因此提出了需求。
1940年6月，美國總統羅斯福向美國海軍部長法蘭克·諾克斯提出要求需要排水量750噸級與900噸級的巡防艦艇，美國海軍艦船局在1940年8月24日完成一種排水量775噸級的巡防艦艇設計不過－問題在那艘船的造價預估與排水量1,620噸的班森級驅逐艦差不多，因此美軍放棄了這項提議。在1941年2月，護航艦艇的需求計畫再度提出，這次是為了大西洋商船航線護航所用，設計標準為1,125噸級、需配備2門38倍徑5吋炮、及蒸氣渦輪引擎，但是由於技術上無法滿足要求，護航艦艇需求案在1941年5月又再度叫停。但租借法案這時候適時拉拔了這件案子，因為1941年5月租借法案通過援助建造或轉移給英國100艘巡防艦的計畫，美國得到英國協助，取得狩獵級驅逐艦等技術資料及客戶需求，使原本設計修改成1,085噸級，造價並壓縮在班森級驅逐艦的一半。
1941年7月，美國海軍與吉伯斯-寇克思設計公司共同完成新軍艦的設計，稱之為英國護航驅逐艦（BDE）；軍艦基本上前幾個月設計出的1,085頓及護衛艦艇設計，但火力改成3吋炮，並使用雙船舵。1941年8月15日羅斯福批准BDE製造案，艾瓦茲級就此誕生。

## 設計
在英國尚未參與軍艦設計前，原先護航驅逐艦的動力機組預定使用蒸氣渦輪引擎，可提供12,000馬力、24節極速；但渦輪引擎需要齒輪減速機等輔助機件，當時產能被優先分配給驅逐艦使用，因此放棄傳統水面艦動力構造。艾瓦茲級使用潛水艇、兩棲戰艦等運用的柴電動力配置方式。由於美國並無適合的高出力柴油機，在相同尺寸船艙內能配備的動力機組輸出功率只有原本構想的一半；艾瓦茲級極速也只剩下19節，主推進器由兩具發電機採串連方式運作。
艦艇配置武器同樣也受限產能，原本技術上是規劃使用38倍徑5吋艦炮，但因產能不足只好使用Mk 22 3吋艦炮，艦炮在艦艏A、B炮位及艦艉Y炮位設置各1門；艦艇大量的空間用於設置反潛武器，包括後甲板兩側K炮、艦艉深水炸彈放置軌，後期在前甲板兩座三吋炮之間增設刺蝟炮，以二戰的反潛機能來說相當充足。